# Осроена (римская провинция)
Осроена (греч. ἐπαρχία Ὀσροηνής) — провинция Поздней Римской империи и Византии. Возникла после 214 года на базе одноимённого царства и входила в состав диоцеза Восток до завоевания арабами в 637 году.

## История
Около 214 года в правление императора Каракаллы независимое царство Осроена было присоединено к Римской империи в качестве провинции (colonia).
Всю свою историю регион был ареной противостояния между Римом и его восточными соседями в лице государства Сасанидов. После поражения в 251 году императора Деция, в провинцию вторглись персы. Во второй половине этого десятилетия шах Шапур I (пр. 240—270) снова напал на восточные провинции Рима, сумев в 260 году пленить императора Валериана (пр. 253—260) в битве при месопотамской Эдессе. На следующий год персидский правитель был разбит правителем Пальмиры Оденатом, которому и передал Месопотамию и Осроену.
Осроена граничила с римскими провинциями Месопотамия (северо-восток) и Евфратисия (запад, северо-запад и большая часть юга), а также с государство Сасанидов (юго-восток).
После административной реформы императора Диоклетиана (пр. 284—305), провинция входила в состав диоцеза Восток и преторианской префектуры Востока, в город Ападна был передислоцирован III Парфянский легион. Согласно созданной в конце IV века Notitia Dignitatum, регион возглавлялся римским губернатором в ранге презида и являлся ставкой дукса Месопотамии в ранге vir spectabilis.
Как и большая часть диоцеза Восток, провинция была покорена арабами в 30-х годах VII века (637 год) и стала частью Праведного халифата.